# Catherine Berndt
Pour les articles homonymes, voir Berndt.
Catherine Helen Berndt, née Webb le 8 mai 1918 à Auckland et morte le 12 mai 1994 à Perth, est une anthropologue australienne d'origine néo-zélandaise, connue pour ses recherches en Australie et en Papouasie-Nouvelle-Guinée. Elle reçoit plusieurs médailles pour ses travaux.

## Biographie
Encouragée par sa mère, Catherine Webb part étudier l'anthropologie à l'Université de Sydney en 1940 auprès du Professeur Elkin (en). Sa mère meurt cette même année. C'est lors de ses études qu'elle fait la connaissance d'un autre étudiant, l'australien Ronald Berndt (en) qu'elle épouse en avril 1941,.
Elle commence ces études sur le terrain, dans la région d'Ooldea (en), en Australie-Méridionale en compagnie de son mari. Elle apprend plusieurs langues autochtones et se concentre sur l'étude de la place des femmes aborigènes en économie, politique et religion ; tandis que Ronald Berndt se concentre sur les hommes. Leurs travaux sont complémentaires. Dans les années qui suivent, le couple alterne les cours à l'université et les études sur le terrain.
Elle publie de précieuses monographies sur les aborigènes d'Australie, dont Women's Changing ceremonies in Northern Australia (1950). Elle est l'auteur de plus de 36 publications majeures sur la vie sociale et religieuse des femmes en Australie, en Nouvelle-Zélande et en Papouasie-Nouvelle-Guinée, ainsi qu'une douzaine de publications co-écrites. L'une des collaboratrices les plus connues de Berndt dans les communautés autochtones est la femme Maung (en) Mondalmi (en).
En 1950, son travail est récompensé par la médaille Percy Smith de l'Université d'Otago, en Nouvelle-Zélande. Cette même année, elle reçoit, avec son mari, la médaille Edgeworth-David. En 1980, elle reçoit un prix pour son livre pour enfants, Land of the Rainbow Snake, un recueil réunissant la traduction d'histoires originaires de l'ouest de la Terre d'Arnhem.
Pour son travail, Berndt est élue membre honoraire du Royal Anthropological Institute de Londres. Elle est également la 7e femme élue membre de l'Académie des sciences sociales en Australie (en) en 1982.
Avec son mari, C. Berndt collectionne les œuvres d'art indigènes d'Australie et d'Asie. La collection est conservée au Berndt Museum of Anthropology (en) (« Musée d'Anthropologie Berndt »), fondé par le couple en 1976. Il est situé à l'Université d'Australie-Occidentale.

### Vie privée
Catherine Berndt perd son mari en 1990. Ils n'ont jamais eu d'enfant.
Elle meurt à Peppermint Grove (Perth) en 1994, à l'âge de 76 ans,.

## Œuvres
Liste non exhaustive :
- (en) Women's changing ceremonies in Northern Australia, 1950
- (en) Art in Arnhem Land, University of Chicago Press, 1950, 122 p.Écrit avec Ronald Berndt et Adolphus Elkin.
- (en) Catherine Berndt, « Monsoon and honey wind », Échanges et communications,‎ décembre 1970, p. 1306-1326 (DOI 10.1515/9783111698281-034, lire en ligne )
- (en) End of an era: aboriginal labour in the Northern territory, Canberra : Institute of aboriginal studies, 1987, 310 p.Écrit avec Ronald Berndt.
- (en) A World That Was: The Yaraldi of the Murray River and the Lakes, South Australia, 1993